# Artes poeticae
Artes poeticae – "sztuki poetyckie", grupa dzieł poświęconych poezji połączonych tematyką, sposobem ujęcia zagadnienia, często też tytułem. Od współczesnych prac z dziedziny poetyki różnią się one charakterem normatywnym. Artes poeticae mówią o normach dotyczących poezji i jej zadaniach, zawierają też praktyczne wskazówki dla twórców. Terminem tym określa się dwie grupy utworów: poematy dydaktyczne mówiące o poezji w formie raczej swobodnej – tok wykładu podporządkowany jest w nich bowiem celom artystycznym, oraz traktaty, często erudycyjne kompendia, prezentujące zagadnienia związane z poezją w sposób systematyczny.

## Starożytność
Podstawą i wzorem dla późniejszych dzieł tego rodzaju stały się dwa teksty starożytne, Poetyka Arystotelesa i List do Pizonów Horacego, sam znany także pod tytułami Sztuka poetycka i Ars poetica.
Grecka refleksja nad literaturą jest starsza niż Poetyka Arystotelesa, dzieło to stanowi jednak pierwszy poświęcony jej systematyczny traktat. Źródłem greckiej poetyki normatywnej było uznawanie poezji za techne. Normy, przepisy i zasady rozumianej jako techne poezji są czymś, czego można się nauczyć i praktycznie stosować.
Sztuka poetycka Horacego wywarła znaczny wpływ przede wszystkim na poetykę renesansu, a następnie na (bazującej na niej) poetyce klasycyzmu. Także ten utwór stał się wzorem wielu późniejszych poetyk, tak samo jak z Poetyki Arystotelesa, pochodzi z niego wiele kluczowych pojęć i przekonań dotyczących poezji i estetyki.

## Średniowiecze
Z okresu średniowiecza pochodzi obszerny korpus dzieł traktujących o poezji. W związku z przewagą retoryki nad literaturą poetyki średniowieczne pozostają w ścisłym związku z retoryką i obejmują przede wszystkim problematykę stylistyczną (artes dictaminis). Najważniejszymi ośrodkami, w których powstawały, były Paryż i Orlean. Do tekstów tych należą De ornamentis verborum Marbode'a (XI w.), Ars versificatoria Mateusza z Vendôme (XII w.), Poetria Jana z Garlandii (XIII w.), Poetria nova Galfryda z Vinsauf (Xok. 1210), Ars versificatoria Gerwazego z Melkley (XIII w.). Średniowieczne sztuki poetyckie powstawały głównie w XII i XIII wieku, stanowią one owoc renesansu XII wieku – tę serię rozwojową rozpoczyna przede wszystkim dzieło Mateusza z Vendôme, będące ogniwem XII-wiecznego powrotu do sztuki antycznej, inspirujące się silnie dziełem Bernarda Silvestris.
W średniowieczu poezja nie była uznawana za osobny rodzaj sztuki, nie istniały nawet terminy stanowiące dokładne odpowiedniki znaczeń terminu "poezja". Artes dictaminis (same najczęściej poświęcone prozie, głównie epistolografii), nie znały ścisłej opozycji poezja-proza. Poetyki średniowiecza obejmują tak poezję, jak i prozę, obie zaś ujmowane są jako jedna kategoria o charakterze retorycznym: "wymowa". Utwory poetyckie rozumiane są jako dzieła sztuki retorycznej o charakterze metrycznym, poddane są więc przede wszystkim normom retoryki, nie jakimś osobnym normom charakterystycznym jedynie dla nich.

## Renesans
Wiek XVI jest okresem szczególnego rozkwitu gatunku, powstała wtedy szczególnie dużo dzieł poświęconych poezji, wzorujących się na Arystotelesie i Horacym. Są to przede wszystkim poetyki włoskie, później także wzorujące się na włoskich francuskie. Poetyki renesansowe stanową niejednokrotnie przeróbki i zmienione tłumaczenia Poetyki Arystotelesa oraz komentarze do niej.
Do najważniejszych sztuk poetyckich renesansu należą De arte poetica Marca Girolama Vidy (1527); Naugerius sive de poetica dialogus Girolama Fracastoro (1540); In librum Aristotelis de Arte poetica explanationes Francesca Robortella (1548); De poeta (1559) i L'Arte poetica (1564) Antonia Minturna; Poetices liri septem (1561) Juliusa Caesara Scaligera; Poetica d'Aristotele vulgarizzata e sposita (1570) Lodovica Castelvetra; Dell'Arte poetica (1587) Torquata Tassa; Della poetica (1586) Francesca Patriziego; Poetica (powst. 1596) Tommasa Campanelli. Do powstających już pod koniec epoki renesansowych poetyk francuskich należą L'Art Poétique (1555) Jacques'a Peletiera du Mans i Abrégé de l'art poétique (1563) Pierre'a Ronsarda.

## Klasycyzm
W wieku XVII Francja staje się głównym centrum kultury europejskiej, tam też przede wszystkim kształtuje się klasycyzm, którego normy wykładają artes poeticae francuskie. Kontynuują one i rozwijają założenia poetyk renesansowych. Znane były szeroko poza granicami Francji i przyczyniły się do rozwoju klasycyzmu w literaturze całej Europy. Najszerzej znaną i najbardziej wpływową z nich jest Sztuka poetycka (L'Art poétique, 1674) Nicolasa Boileau o konsekwentnie normatywnym charakterze. Do innych sztuk poetyckich XVII wieku należały Réflexions sur la poétique d'Aristote (1674) René Rapina, Ars Poetica (1647) Gerardusa Vossiusa czy  Préface à l'Adonis (1623) Jeana Chapelaina.

## Artes poeticae w Polsce
W Polsce liczne poetyki oświeceniowe poprzedza kilka poetyk baroku – pierwszymi były Wykłady poetyki (Praecepta poeticae) Macieja Kazimierza Sarbiewskiego (ok. 1630) oraz jego dzieło O poezji doskonałej (De perfecta poesi sive Vergilius et Homerus). Sarbiewski opierał się przede wszystkim na poetykach starożytnych oraz renesansowych, głównie na Scaligerze i Pontanusie. Spośród innych polskich poetyk przedoświeceniowych wymienić należy dzieło Poeta nowy Łukasza Opalińskiego (ok. 1661).
Poetyki polskiego oświecenia, o wiele liczniejsze, opierały się ściśle na sztukach poetyckich klasycyzmu francuskiego, przede wszystkim na Boileau. Przeróbką Boileau jest najważniejsza z nich, Sztuka rymotwórcza Franciszka Ksawerego Dmochowskiego.